# مردی که مرده بود
مردی که مرده بود (انگلیسی: The Escaped Cock) با نام اصلی خروس فرار کرد، رمانی از دی. اچ. لارنس، نویسندهٔ اهل انگلستان است. کتاب یک رمان کوتاه است که در اصل از دو بخش تشکیل شده. بخش اول در سال ۱۹۲۷ و پس از بازدید از مقبره اتروسک نوشته شد و منعکس کننده دنیای پس از مرگ است. بخش دوم در سال ۱۹۲۸ و در طول اقامت نویسنده در سوئیس اضافه شد. این اثر را پرویز داریوش به فارسی برگردانده است.

## نخستین چاپ کتاب
موُسسه انتشارات خورشید سیاه اولین ناشر کتاب به سال ۱۹۲۹ می باشد که در تعداد محدود چاپ گردید، پنجاه کپی از نسخه کتاب با پوست اعلای ژاپنی و امضا شده توسط خود نویسنده به چاپ رسید که مزیّن به طراحی‌ها و شمایل‌های رنگی از نویسنده بود.